# 42 Aquarii
42 Aquarii (42 Aqr) ist ein Stern im Sternbild Wassermann (lat. Aquarius), der eine Entfernung von etwa 600 Lichtjahren zur Sonne besitzt. Er gehört der Spektralklasse K1 an und hat eine scheinbare Helligkeit von 5,3 mag.
42 Aquarii gehört zu den Sternen, die bisweilen durch den Planeten Merkur bedeckt werden. Das letzte Ereignis dieser Art fand am 22. Februar 2011 um 18:08 UTC statt. Die nächsten Okkultation werden sich in den Jahren 2028 und 2074 ereignen.